# Königsberg (Großlage)
Der Königsberg ist eine Großlage im Bereich Obermosel im Weinbaugebiet Mosel.
Er liegt bei den Gemeinden Langsur und Igel im Landkreis Trier-Saarburg in Rheinland-Pfalz.

## Einzellagen
Die Einzellagen sind in den jeweiligen Gemeinden/Ortsteilen:
- Igel: Dullgärten
- Langsur: Brüderberg
- Liersberg: Pilgerberg
- Mesenich (Langsur): Held

Daneben gibt es noch einzellagenfreie Gebiete in Grewenich, Metzdorf und Igel.
Siehe auch: Gipfel (Großlage) im Bereich Obermosel.